# Ökenblomman återvänder
Ökenblomman återvänder (originaltitel Desert Dawn) är en självbiografi skriven av Waris Dirie och utgiven 2002. Den är en fortsättning på boken En blomma i Afrikas öken.

## Handling
Waris Dirie återvänder till sitt hemland Somalia och den nomadkultur hon var uppvuxen i för att söka upp sin familj.

### Om författaren
Waris Dirie är fotomodell och engagerad i kampen mot könsstympning.